# エイプリル・マーチ
エイプリル・マーチ（April March　本名エリノア・ブレイク Elinor Blake　1965年4月20日 - ）はアメリカのポップスシンガー。作曲家。

1960年代のフレンチ・ポップスに影響を受け、英語、フランス語での作品を、主にアメリカ、フランスのインディーレーベルから発表している。クエンティン・タランティーノ監督2007年の映画『デス・プルーフ』(Death Proof) に使用された「チック・ハビット (Chick Habit)」の歌唱で知られる。

## 経歴
ニューヨーク生まれ。

幼少時、学校で「ミスター・オウル(Mr. Owl)」と名付けられた人形（パペット）を使ったフランス語の授業があり、これがきっかけでフランス語、ひいてはフランスに興味を持つようになる。中学校時代には交換留学でフランスに滞在した。
1983年にマサチューセッツ州アンドーバーのフィリップス・アカデミーを卒業、アニメーターになるためにニューヨークに戻る。

アーチー・コミックや子供番組『ピーウィーズ・プレイハウス』(Pee-wee's Playhouse) のアニメーターとして働いたのち、1986年にマドンナの「フーズ・ザット・ガール」のPV制作に参加、アニメーション部分を担当した。
1987年、ブレイクにとって最初のバンドとなる女性トリオ、プッシーウィロウズを結成。ほどなくカリフォルニア芸術大学に入学し、ディズニーが開講したキャラクター・アニメーション・プログラムを学ぶために1年間音楽活動を休止。

卒業後の1988年、プッシーウィロウズ唯一のアルバム『スプリング・フィーバー』(Spring Fever!)をリリースした。

このアルバムで、1960年代初期のポップスやサーフ音楽に影響を受けた楽曲を演奏し、1990年代終盤にかけてロニー・スペクターのサポートを務めるチャンスに恵まれた。
プッシーウィロウズは数年で解散、ブレイクは早速次のバンド、ザ・シットバーズを結成。時を同じくして、ニコロデオンのTVアニメシリーズ『レンとスティンピー』(The Ren and Stimpy Show) のアニメーターに抜擢され、音楽との両立のためロサンゼルスに移住する。その間、シットバーズの活動と並行してエイプリル・マーチの名でソロ・レコーディングも開始した。
エイプリル・マーチ名義の初作品となるEP『ヴードゥー・ドール』(Voo Doo Doll) はココポップ・レーベルから1992年にリリースされた。翌1993年にはシットバーズの初シングル、1994年1月にはマーチ名義の『Gainsbourgsion!』（セルジュ・ゲンスブール・トリビュートアルバム）がフランスのユーロヴィジョンからリリースされた。
1995年には、ゲンスブール作の「Laisse tomber les filles」（邦題「娘たちにかまわないで」　1964年にフランス・ギャルが歌ってフランスで大ヒットさせた曲）をフランス語および英訳の両方でレコーディングし発表（英語版のタイトルは「チック・ハビット (Chick Habit)」）。

この曲は1999年のジェイミー・バビット監督による青春ラブコメディ映画『Go!Go!チアーズ』(But I'm a Cheerleader)、2007年クエンティン・タランティーノ監督の『デス・プルーフ』(Death Proof) などに使用され、映画ファンを中心に知られるようになった。

また2008年にはイギリス、フランスにおけるルノー・トゥインゴのテレビCMにも使用された。
最近では、アメリカではダスト・ブラザース(en:Dust Brothers)、フランスではベルトラン・ブルガラ(en:Bertrand Burgalat)らとコラボレート。

2008年4月には、スティーブ・ハンフィット(en:Steve Hanft) とのコラボレーションで最新アルバム『マジック・モンスターズ』(Magic Monsters) をリリース。現在iTunes、Amazonからのデジタル配信、およびMartyrs of Popレーベルから発売されたビニール盤で入手可能。

## ディスコグラフィ

### アルバム
- Gainsbourgsion! (1994) - フランス限定リリース
- Paris In April (1995)
- Superbanyair (1997) - 日本限定リリース
- April March Sings Along With The Makers (1997)
- Lessons Of April March (1998) - プロモ盤のみ
- April March and Los Cincos (1998) - ビニール盤
- Chrominance Decoder (1999)
- Triggers (2002)
- Grindhouse (2007)
- Magic Monsters (2008)

### EP
- Voodoo Doll (1993)
- An April March (1994)
- Chick Habit (1995)
- April March and Los Cincos Featuring The Choir (1997) - 日本限定リリース
- Dans Les Yeux D'April March (1999) - フランス限定リリース

### シングル
- "Sometimes When I Stretch" (2003)